# Jeroen Bosch Ziekenhuis
Het Jeroen Bosch Ziekenhuis (JBZ) is een algemeen ziekenhuis in 's-Hertogenbosch. Deze locatie aan de Henri Dunantstraat werd geopend in 2011. Er zijn daarnaast nog nevenvestigingen in Boxtel, Drunen, Rosmalen en Zaltbommel. Het ziekenhuis heeft een verzorgingsgebied voor 360.000 inwoners en is vernoemd naar de Bossche schilder Jeroen Bosch.
Het ziekenhuis is ontstaan door een fusie van het 'Bosch Medicentrum' en het Carolus-Liduina ziekenhuis. Het Bosch Medicentrum was op zijn beurt ontstaan door een fusie van het oorspronkelijk protestantse Willem-Alexander Ziekenhuis en de van oorsprong rooms-katholieke ziekenhuizen Groot Ziekengasthuis, welke deel uitmaakte van de Stichting Godshuizen.

## Locaties
Het Jeroen Bosch Ziekenhuis heeft meerdere locaties:
- Locatie 's-Hertogenbosch (Henri Dunantstraat 1) (hoofdlocatie)
- Locatie Boxtel (Liduinahof 35)
- Locatie Drunen (Tinie de Munnikstraat 17)
- Locatie Rosmalen (De Hoef 90)
- Locatie Zaltbommel (dr. J.J. Willemsehof 1)
- Jeroen Bosch Diagnostiek (verschillende prikposten in en om 's-Hertogenbosch)
- Sport Medisch Centrum (Marathonloop 9 in 's-Hertogenbosch, nabij sporthal Maaspoort)
- Trombosedienst (verschillende prikposten in en om 's-Hertogenbosch)

## Nieuwbouw
Op de locatie van het Willem-Alexander Ziekenhuis werd in 2009 en 2010 een geheel nieuw ziekenhuis gebouwd, dat groot genoeg was om de drie voormalige locaties in 's-Hertogenbosch te vervangen. De nieuwbouw werd opgeleverd in december 2010. De verhuizing vond plaats in april en mei 2011, waarna de officiële opening op 24 juni volgde.

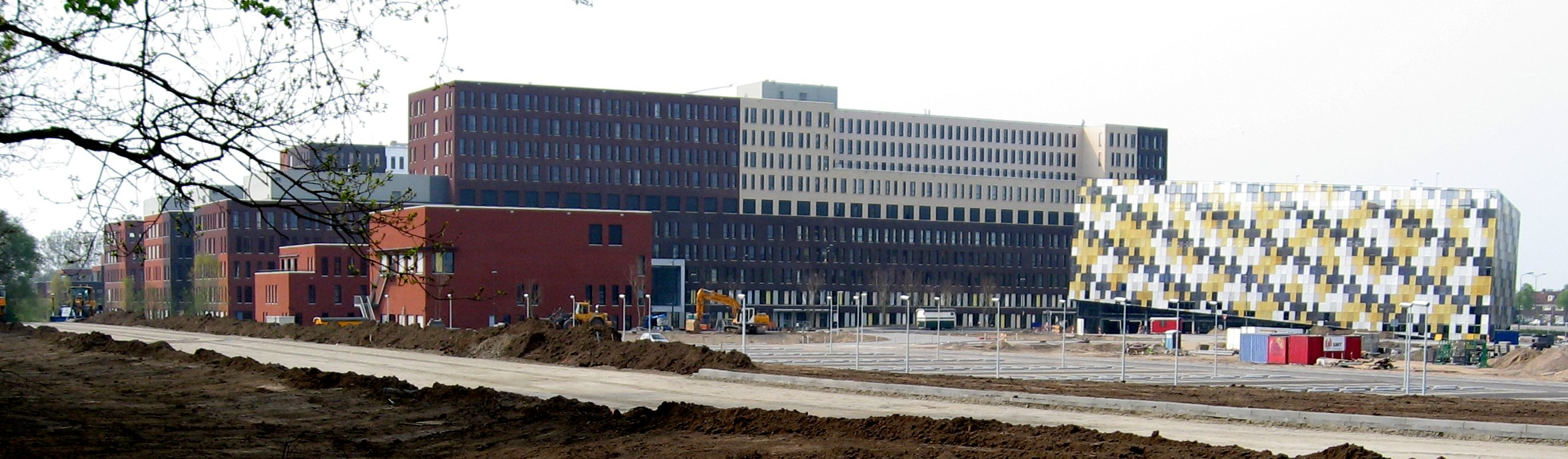
Het Jeroen Bosch Ziekenhuis met bezoekersparkeergarage rechts.

## Oudbouw
Op de locatie Carolus is woningbouw gerealiseerd, op de locatie Groot Ziekengasthuis zullen naast winkels ook woningen gebouwd worden, maar het oude deel van het Groot Ziekengasthuis zal behouden blijven als rijksmonument. Het voormalige Willem-Alexandergebouw is onderdeel geworden van het nieuwe Jeroen Bosch Ziekenhuis. Hierin zijn vooral kantoren en laboratoria gevestigd.

## Overleden
- 2013 – Jan Remmers (90), voetbaltrainer
- 2014 – Seth Gaaikema (75), cabaretier en schrijver
- 2022 – John Leddy (92), acteur

- International Standard Name Identifier: 0000 0004 0501 9798
- Library of Congress Control Number: n2013186866
- Virtual International Authority File: 305364076